# Labinci
Labinci (olaszul:  Santa Domenica) falu Horvátországban, Isztria megyében. Közigazgatásilag Kaštelir-Labinci községhez tartozik.

## Fekvése
Az Isztria középnyugati részén, Porečtől 8 km-re északkeletre, a Poreč-Vižinada út mentén fekszik.

## Története
A település keletkezésének ideje ismeretlen. Területe 14. században a Velencei Köztársaság került fennhatósága alá. Első említése 1300-ban történt amikor egyke volt a motovuni uradalomhoz tartozó nyolc településnek. A település abban az időben a Szentháromság templom körül települt. Egykori neve Santa Domenica (Sveta Nedelja) volt az akkori plébániatemplomban tisztelt szent neve alapján. A kašteliriek azt tartják, hogy Labinci lakossága egykor Labinból települt ide át, még ma is több labinci lakos viseli a Labinac vezetéknevet. A templomtól délre fekvő Žminjci településrész a Žminj környékéről betelepültekről kapta a nevét. A Szentháromság templomban feltárt glagolita feliratok ugyancsak horvát többségű lakosságról tanúskodnak. A családnevek egy része ugyanakkor számottevő olasz eredetű lakosságra is utal. A motovuni Szent István templomban fel van tüntetve mindazon templomok védőszentje, melyek a 16. század végén a motovuni plébániához tartoztak. A templom bal oldalán S. Io. Bapt. S. Domenicae Patr. felirat olvasható, mely azt igazolja, hogy a Keresztelő Szent János plébániatemplom elődje már az 1500-as évek végén is állt. A plébánia könyvei 1586-tól íródtak. A folyamatos háborúk és járványok következtében lakossága nagyrészt kipusztult. A kipusztult lakosság helyére a velencei hatóságok Dalmáciából a török hódítás elől menekült horvátokat telepítettek. Ekkor kezdődött az a népességgyarapodás, mely a 18. és a 19. században is folytatódott. Ekkor jött létre számos környező kis település (Babići, Tadini, Krančići, Valentići, Kovači, Brnobići, Roškići, Deklići, Mekiši és Rojci). A Višnjan felé vezető úton házak sora épült fel, így Labinci összért a szomszédos Kaštelirral. Labinci lakossága a 17. század végén 120, míg a 19. század közepén már 220 főt számlált.
Labinci háromhajós plébániatemplomát valószínűleg a régi templom helyén 1753-ban építették. 1797 a Velencei Köztársaság bukása után az Isztria francia, majd osztrák kézre került. 1847-ben igen kemény tél, majd az ezt követő szárazság miatt éhínség tört ki. 1855-ben három hónapig kolera pusztított, melynek 44 halálos áldozata volt. Ezután Szent Fábián és Sebestyén tiszteletére fogadalmi ünnepet vezettek be. Labincinek egykor a motovunihoz hasonló loggiája is volt, ahol a közösségi élet zajlott. Ennek néhány alapkövén kívül mára már nyoma sem maradt, helyén közkút létesült. 1902-ben megnyitották a Trieszt-Poreč keskeny nyomtávú vasútvonalat a népszerű Parezanát, melynek állomása Labincitől keletre Markovac közelében volt. Labincinek 1857-ben 292, 1910-ben 718 lakosa volt. Az első világháború után a rapallói szerződés értelmében Isztria az Olasz Királysághoz került. A második világháború után Jugoszlávia része lett. A település Jugoszlávia felbomlása után 1991-ben a független Horvátország része lett. 1997-ben megalakult Kaštelir-Labinci község, melyet a két település földrajzi közelsége, közös történelmi múltja és szoros családi kötődései indokoltak. 2011-ben 304 lakosa volt. Lakói főként mezőgazdasággal és állattartással foglalkoznak, de sokan dolgoznak a környék nagyobb településein és Porečen is.

## Nevezetességei
- Keresztelő Szent János tiszteletére szentelt plébániatemploma 1753-ban épült. A 18. és 19. században oldalhajókkal bővítették, 25 méter magas harangtornya 1837-ben épült. Orgonáját Carlo de Beni építette.
- A Kaštelirből Labincibe menő út mellett áll a 13. századi Szentháromság plébániatemplom,[2] freskóit a 15. század elején festették. A déli falon a koldusnak köpönyegét adó Szent Márton és Szent István vértanú megkövezése, az északi falon a sárkányölő Szent György látható más szentekkel. A falakon glagolita feliratok láthatók, mely az itteni korabeli horvát kultúra bizonyítéka. A templomot 1623-ban megújították, eredetileg a višnjani Szent Antal templomhoz hasonlóan kőlapokkal volt fedve. Márvány oltárát Corner képe díszíti. Anyakönyveit 1654-től vezetik, ma a zágrábi állami levéltárban találhatók. A templom mellett római villa maradványai láthatók, melyeket az 1920-as években tártak fel.
- Labincitől egy kilométerre délre, Komumber falutól nem messze találhatók a Mihály arkangyal apátság romjai, mely megkülönböztető nevét (de sub terra) a temploma alatti sírboltról kapta. A templom északi falainak egy részén kívül csak növényzettel borított halmok és az egykori kolostor falainak egy része látható. A kolostor kezdetei a 9. század elejéig mennek vissza, amikor egy Telmone, vagy Selmone nevű gazdag nemes a birtokából adományozott területen a bencés atyák számára megalapította. Azt, hogy már akkor is volt-e a templom alatt sírbolt nem lehet tudni, de később már a Szent Mihály oltár körüli terület alatt biztosan létezett a kripta. A kolostor megalapítása után rövidesen vita keletkezett a poreči püspökség és az apátság között a kolostor és földjei miatt. Giuliano poreči püspök az apátságot a saját alattvalójának tekintette, az apátság azonban 853-ban II. Lajos itáliai király védelme alá helyezte magát. Később azonban (1060. március 4-i diploma) a püspök és a király kiegyezett és az apátságnak tizedet kellett fizetnie. A végső döntést III. Sándor pápa mondta ki 1177. április 5-i oklevelében, melyben megerősítette a püspökséget a kolostor birtokában. A kolostor 1529-ben pusztult el, csak egy kis templomocska maradt a helyén ahol a hívek összegyűltek. Utolsó papja az 1811-ben említett Ivan (Giovani) Bernobić (Benobich) volt, aki 1821-ig szolgált itt. Megmaradt berendezését 1824-ben a labinci Keresztelő Szent János templomba vitték át.

## Lakosság
| Lakosság változása | Lakosság változása | Lakosság változása | Lakosság változása | Lakosság változása | Lakosság változása | Lakosság változása | Lakosság változása | Lakosság változása | Lakosság változása | Lakosság változása | Lakosság változása | Lakosság változása | Lakosság változása | Lakosság változása | Lakosság változása |
| ------------------ | ------------------ | ------------------ | ------------------ | ------------------ | ------------------ | ------------------ | ------------------ | ------------------ | ------------------ | ------------------ | ------------------ | ------------------ | ------------------ | ------------------ | ------------------ |
| 1857               | 1869               | 1880               | 1890               | 1900               | 1910               | 1921               | 1931               | 1948               | 1953               | 1961               | 1971               | 1981               | 1991               | 2001               | 2011               |
| 292                | 322                | 355                | 438                | 598                | 718                | 635                | 639                | 539                | 416                | 343                | 241                | 218                | 249                | 269                | 304                |